# САМ-10
САМ-10 — лёгкий советский пассажирский и транспортный самолёт конструкции А. С. Москалева. Самолёт построен в июне 1938 года, государственные испытания продолжались с 5 июля 1938 года по 9 августа 1938 года.

## Описание самолёта
На самолёт устанавливался один двигатель ММ-1 мощностью 220 л. с. конструкции А. А. Бессонова. Свободнонесущий моноплан с низким расположением крыла САМ-10 имел светлую, хорошо остеклённую кабину на шесть человек (лётчик и пять пассажиров) с удобными креслами. Конструкция — дерево и полотно. Крыло профиля Р-11а (ЦАГИ) — с относительной толщиной профиля в 12 процентов позволяло полностью убирать шасси с баллонными колёсами. В результате было достигнуто исключительно низкое сопротивление. При постройке самолёта были учтены требования простоты управления, высокой манёвренности, высокого аэродинамического качества и комфорта. Самолёт предназначался для длительной эксплуатации и поэтому имел высокий запас прочности всех своих элементов. Также были учтены требования высококачественной отделки самолёта. Максимальная скорость у земли с шасси в обтекателях — 336 км/ч, с убранным шасси — 348 км/ч. На высоте 2000 м максимальная скорость — 360 км/ч. Предельное аэродинамическое качество конструкции — 15,5.
Так как выигрыш в скорости с убирающимся шасси по сравнению с неубирающимся в обтекателях типа «штаны» оказался незначительным, предпочтение отдали более простому варианту и на госиспытания был представлен самолет с неубирающимся шасси.
Для того чтобы пролететь 1000 км (полная дальность) с нагрузкой в одного пилота и пять пассажиров самолёту требовалось всего 150 кг топлива (менее 200 литров), то есть около 19 литров бензина на 100 км — при средней скорости выше 300 км/ч. Этот показатель следует назвать феноменальным и сегодня.

## Лётно-технические характеристики

### Технические характеристики
- Экипаж: 1 человек
- Длина: 8,16 м
- Размах крыла: 11,49 м
- Высота: 2,55 м
- Площадь крыла: 21,86 м²
- Профиль крыла:
- Масса пустого: 866 кг
- Масса снаряженного: кг
- Нормальная взлетная масса: кг
- Максимальная взлетная масса: 1436 кг
- Двигатель 1 × ММ-1 конструкции Бессонова
- Мощность: 220 л. с.

### Лётные характеристики
- Максимальная скорость:
  - у земли: 348 (с шасси в обтекателях — 336) км/ч
  - на высоте: 360 (2 000 м.) км/ч
- Крейсерская скорость: км/ч
- Практическая дальность: 1000 км
- Практический потолок: 7100 м
- Скороподъёмность: м/с
- Нагрузка на крыло: кг/м²
- Тяговооружённость: 0,153 Вт/кг
- Максимальная эксплуатационная перегрузка: g